# Orgyia thyellina
Orgyia thyellina är en fjärilsart som beskrevs av Butler 1881. Orgyia thyellina ingår i släktet fjädertofsspinnare, och familjen tofsspinnare. Inga underarter finns listade i Catalogue of Life.

## Bildgalleri

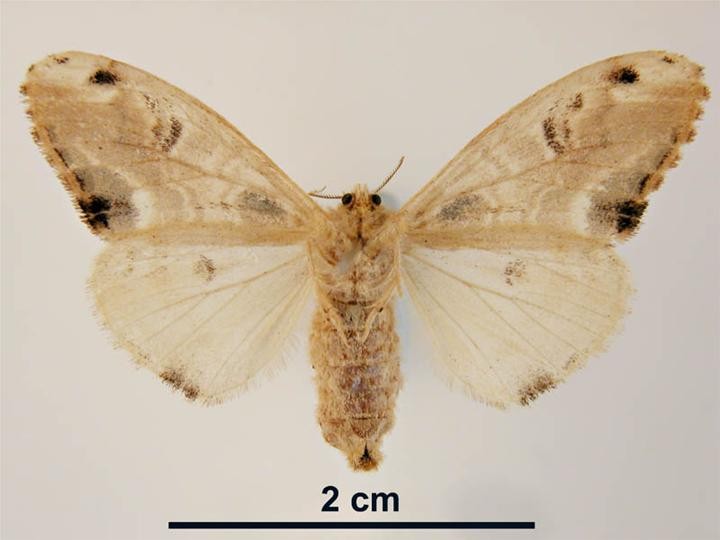
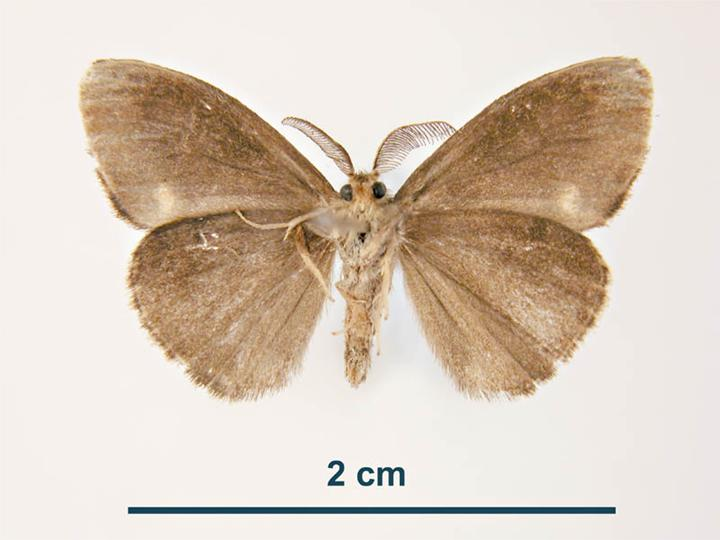